# Marcel Sabitzer
Marcel Sabitzer, född 17 mars 1994, är en österrikisk fotbollsspelare som spelar för Borussia Dortmund. Han representerar även Österrikes landslag.

## Klubbkarriär

### Bayern München
Den 30 augusti 2021 värvades Sabitzer av Bayern München, där han skrev på ett fyraårskontrakt.

#### Lån till Manchester United
Den 1 februari 2023 lånades Sabitzer ut till Manchester United för resten av säsongen 2022/2023.

### Borussia Dortmund
Den 24 juli 2023 värvades Sabitzer av Borussia Dortmund, där han skrev på ett fyraårskontrakt.

## Landslagskarriär
Sabitzer debuterade för Österrikes landslag den 5 juni 2012 i en 0–0-match mot Rumänien. Han var med i Österrikes trupp vid fotbolls-EM 2016.